# Nezhdet Zalev
Nezhdet Zalev (Ustina, Bulgaria, 13 de julio de 1937) es un deportista búlgaro retirado especialista en lucha libre olímpica donde llegó a ser subcampeón olímpico en Roma 1960.

## Carrera deportiva
En los Juegos Olímpicos de 1960 celebrados en Roma ganó la medalla de plata en lucha libre olímpica estilo peso gallo, tras el luchador estadounidense Terrence McCann (oro) y por delante del polaco Tadeusz Trojanowski (bronce).